# STS-77
STS-77 byla mise raketoplánu Endeavour. Celkem se jednalo o 77. misi raketoplánu do vesmíru a 11. pro Endeavour. Cílem letu mise byly experimenty se stanicí Spacehab.

## Posádka
- John H. Casper (4) velitel
- Curtis Brown (3) pilot
- Andy Thomas (1) letový specialista 1
- Daniel W. Bursch (3) letový specialista 2
- Mario Runco, Jr. (3) letový specialista 3
- Marc Garneau (2) letový specialista 4, CSA

V závorkách je uvedený dosavadní počet letů do vesmíru včetně této mise.